# کامشکان
'
کامشکان، روستایی از توابع بخش مرکزی شهرستان آوج در استان قزوین ایران است. .

## درباره ی روستا
این روستا در دهستان حصار ولیعصر (خرقان) قرار دارد و براساس سرشماری مرکز آمار ایران در سال ۱۳۸۵، جمعیت آن ۸۶ نفر (۳۱خانوار) بوده‌است.ساکنان این روستا همگی باهم فامیل هستند و زبان آنها ترکی آذربایجانی است.
درزلزله سال ۱۳۸۱ این روستا تا ۴۰ درصد تخریب شد و باکمک دولت و اهدای وام و کمک بلاعوض و با آوردن مهندس از ژاپن توسط اهالی روستا اکثر خانه های آن با مصالح مقاوم و بروز بازسازی گردید.
این روستا آب و هوای بسیار مطبوع و خنکی در تابستان و بسیار سرد در زمستان دارد مردم این روستا اغلب از سرمایه داران صنف آهن‌فروش شهرتهران هستند و بسیار ثروتمندند. همگی در تهران ساکن هستند و درفصول گرم سال جهت تفرج به این روستا عزیمت می‌کنند. تعداد خانوارهای فصلی این روستایی ییلاقی ۳۷۰ خانوار می‌باشد که اغلب به شهرهایی چون تهران و کرج عزیمت کرده، ولی با ساخت منازلی زیبا و چشم‌نواز و گران قیمت در آن، همه ساله در بهار و تابستان، این منطقه را برای گذران اوقات فراغت و استراحت خود انتخاب می‌کنند. در این روستا خانه‌های ویلایی زیادی به سبک اروپایی وجود دارد.